# Chi Rêu dẹt lông chim
Chi Rêu dẹt lông chim (danh pháp khoa học: Pinnatella) là một chi rêu thuộc họ Neckeraceae. Chi này có các loài sau (tuy nhiên danh sách này có thể chưa đủ):
- Pinnatella limbata Dixon
- Pinnatella alopecuroides (Mitt.) M. Fleisch.
- Pinnatella ambigua (Bosch & Sande Lac.) M. Fleisch.
- Pinnatella amblyphylla Enroth
- Pinnatella foreauana Theriot & Potier de la Varde
- Pinnatella gollanii Broth.
- Pinnatella homaliadelphoides Enroth, S. Olsson, Shevock, S. He & D. Quandt
- Pinnatella minuta (Mitt.) Broth.
- Pinnatella kuehliana (Bosch & Sande Lac.) M. Fleisch.
- Pinnatella makinoi (Broth.) Broth.
- Pinnatella robusta Nog.
- Pinnatella taiwanensis Nog.
- Pinnatella uroclada (Mitt.) Enroth